# Восстание в Фесе
Восстание в Фесе — череда выступлений аскари—марокканцев, произошедших 17—21 апреля 1912 года в столице Марокко городе Фесе, в результате подписания в нём договора между султаном Абд аль-Хафизом с одной стороны и представителями крупнейших европейских колониальных держав — Третьей французской республики, Испанской империи и Германской империи, согласно которому в северной части территории государства устанавливался испанский протекторат, на остальной — французский.
Получив сведения о подписании договора, местные жители расценили его как акт национального предательства Абд аль-Хафиза, в условиях всё более накалявшейся обстановки покинувшего Фес в направлении Рабата и впоследствии вынужденного отречься от престола в пользу своего брата Юсуфа.
16 апреля французские части, расквартированные в Фесе, были выведены из города, несмотря на предупреждение о возможности бунта. В Фесе оставалось полторы тысячи военнослужащих французской армии и пять тысяч аскари, находившихся под командованием французского офицерства, утром 17 апреля ввёдшего для первых новые условия содержания. Совершенно потеряв над собой контроль, солдаты принялись бастовать.
Расправившись с офицерами, аскари подвергли разгрому европейский и еврейский кварталы Феса. В ход со стороны французов была пущена артиллерия. 19 апреля выступления были практически подавлены. В их ходе погибло 66 лиц европейского происхождения, 42 еврея и 600 марокканцев.
Первая заметка о восстании, направленная против дипломата Эжена Реньо, со стороны Франции подписавшего Фесский договор, была написана репортёром ежедневной газеты «Le Matin» Юбером Жаком, близким другом генерал-резидента (начальника службы тыла) Марокко Юбера Лиоте.